# 歇马亭站
歇马亭站是一个京沪线上的铁路车站，位于山东省济宁市曲阜市歇马亭村，建于1942年，目前为五等站，邮政编码为273110。目前客运：办理旅客乘降；不办理行李、包裹托运；不办理货运营业。